# EX 41

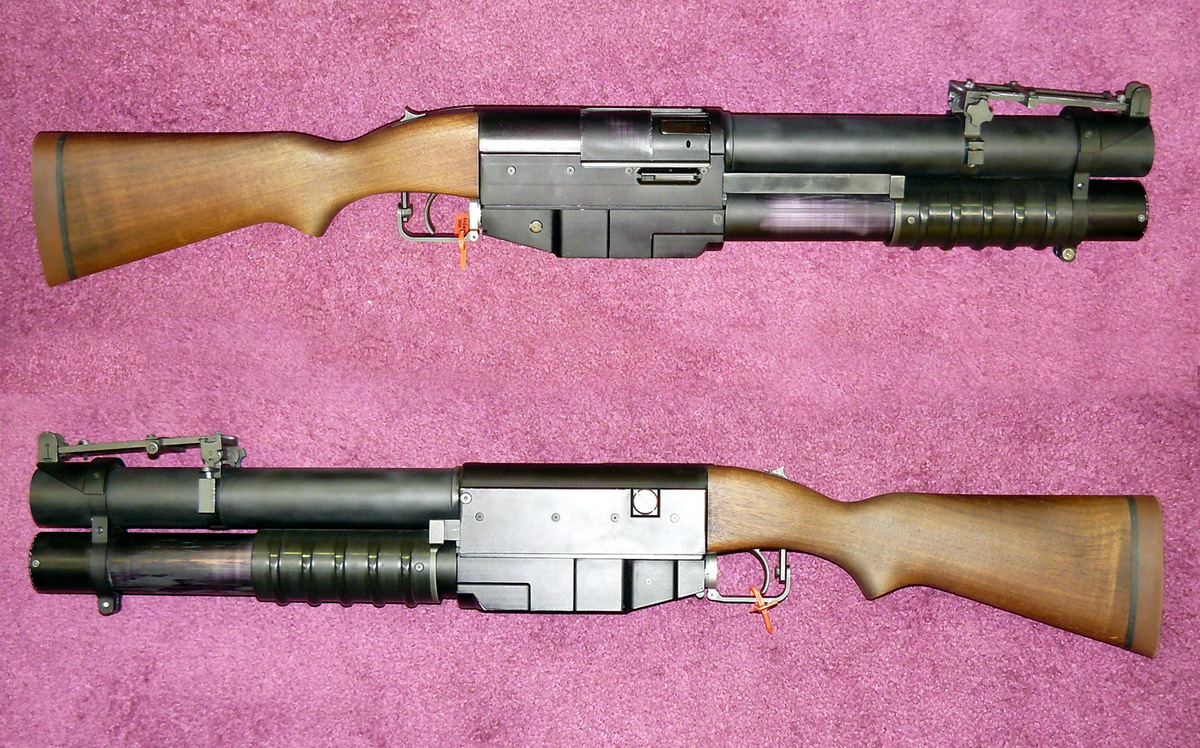

EX-41 "China Lake" — ручной многозарядный экспериментальный гранатомёт.

## История
В 1968 году исследовательский оружейный центр флота США, расположенный в Чайна-Лейк (China Lake Naval Research Facility) выпустил первый образец.
EX-41 представляет собой магазинное оружие с ручной перезарядкой при помощи скользящего цевья наподобие помпового ружья.
Всего было выпущено около 30 таких гранатомётов. Использовался частями спецназа в войне во Вьетнаме.
Опытная войсковая эксплуатация выявила ряд исходных трудноустранимых недостатков, таких как большой вес и ненадёжная система подачи боеприпасов. Они стали причинами того, что гранатомёт не пошёл в серию.

## ТТХ
- Калибр: 40x46 мм
- Тип: многозарядный гранатомёт с ручной перезарядкой
- Длина: 875 мм
- Вес: 3,72 кг без гранат
- Эффективная дальность стрельбы: до 300 м
- Ёмкость магазина: 4 гранаты